# Julie Cypher

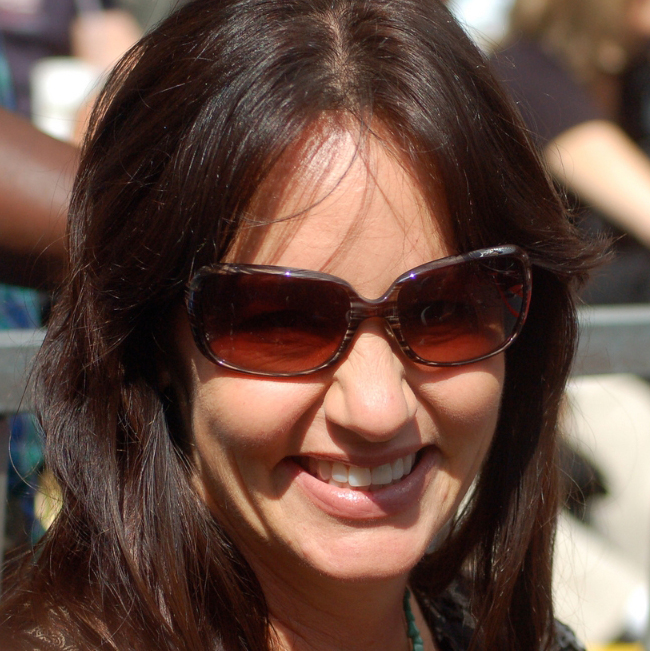
Julie Cypher (2011)

Julie Cypher (* 24. August 1964 in Kansas) ist eine US-amerikanische Filmregisseurin. Sie ist auch als Tierschutzaktivistin für PeTA und Fürsprecherin für Lesben- und Schwulenrechte bekannt geworden.
Cypher war von 1986 bis 1990 mit Lou Diamond Phillips verheiratet. Von 1990 bis 2000 lebte sie mit Melissa Etheridge zusammen und hat mit ihr zwei Kinder, Bailey (* 1997) und Beckett (1998–2020). Samenspender für beide Kinder war David Crosby. Seit der Trennung teilen sich Cypher und Etheridge das Sorgerecht für die Kinder.
2004 heiratete sie Matthew Hale.